# Fleurs tardives (film)
Pour les articles homonymes, voir Fleurs tardives.
Pour plus de détails, voir Fiche technique et Distribution.
Fleurs tardives (Цветы запоздалые, Tsvety zapozdalye) est un film soviétique réalisé par Abram Room, sorti en 1970,.

## Synopsis
C'est l'histoire d'un amour à sens unique.
Le film nous dévoile la vie de la famille royale de Priklonsky. Le personnage principal est la princesse Maria (Irina Lavrenteva) une jolie demoiselle qui aime sa mère (Olga Zhizneva) et son frère Yegorushka (Valery Zolotukhin). Ce dernier était un homme profondément vicié qui ne voulait pas se défaire de ses mauvaises habitudes.
Maria et Yegorushka tombèrent tous deux malades. La couronne a alors fait appel au Dr. Toporkov (Alexander Lazarev) qui les a soignés avec l'aide de sa mère une professionnelle reconnue. Le docteur prit l'argent de la famille en guise de remerciement et continua à leur rendre visite. 
La jeune fille lisait des romans d'amour et finit par tomber amoureuse du docteur lors de ses visites. Au grand désarrois de tous celle ci, retomba dans les travers de la maladie ce qui la fit sombrer dans un gouffre sans fin de lutte contre ses problèmes.
Trop tard, le Dr. Toporkov comprit l'ampleur de ses sentiments envers la demoiselle mais ne pouvant plus lui venir en aide cette dernière finit par rendre l'âme.

## Fiche technique
- Photographie : Leonid Kraïnenkov
- Musique : Gektor Berlioz
- Décors : Gennadi Miasnikov
- Montage : Tatiana Zintchuk